# Die Fantome des Hutmachers (Film)
Die Fantome des Hutmachers (französisch Les Fantômes du chapelier) ist ein französischer Spielfilm von Claude Chabrol, der seine Premiere am 26. Mai 1982, in Deutschland am 29. Oktober desselben Jahres erlebte. Die Handlung basiert auf dem gleichnamigen Roman von Georges Simenon. Die Außenaufnahmen entstanden in Concarneau und in Quimper (beide im Département Finistère, Bretagne).

## Handlung
Der Hutmacher Léon Labbé hat seine Frau ermordet, die ihn seit Jahren tyrannisiert hatte. Er platziert eine Schneiderpuppe am Wohnzimmerfenster, deren Schatten dazu dient, Passanten auf der Straße vorzuspiegeln, dass seine Frau noch lebe. Da die nun Tote aber bald darauf Geburtstag hätte, wollen ihre Schulfreundinnen zu der Feier kommen. So sieht sich Labbé gezwungen, auch diese Frauen noch zu töten, damit weiterhin kein Verdacht auf ihn fällt. Nach diesen Morden, die scheinbar ohne Motiv begangen wurden, tappt die Polizei im Dunkeln. Am Abend trifft sich Labbé wie gewöhnlich mit Freunden zum Kartenspiel. Mit von der Partie ist auch der aus Armenien stammende Schneider Kachoudas, der den wahren Mörder kennt.
Eines Tages erkrankt Kachoudas und stirbt. Labbé ist nun den Mitwisser los, sodass sein Leben wieder den gewohnten Weg gehen könnte. Aber der Hutmacher kann das Morden nicht mehr lassen, das nächste Opfer ist seine Haushälterin. Als er schließlich auch noch seine Jugendliebe umbringt, begeht er einen Fehler und wird gefasst.

## Kritiken
Das Lexikon des internationalen Films bescheinigt dem Film eine „Mischung aus Thriller, psychopathologischem Kammerspiel und Schwarzer Komödie“, die die „Zwänge und Verdrängungen im kleinbürgerlichen Milieu als Nährboden des Verbrechens“ bloßstelle.
Die Fernsehzeitschrift TV Spielfilm urteilte, „meisterlich dringt Regisseur Claude Chabrol in die dunklen Bereiche der menschlichen Psyche vor, die der belgische Schriftsteller Simenon in der Romanvorlage so wunderbar böse beschrieb.“ Der Film beschreibe den „bürgerliche[n] Biedermann als Monster“.

## Auszeichnungen
- MystFest 1982: Preis für die beste Regie, Nominierung als bester Film
- Fantasporto 1983: Nominierung als bester Film

## Synchronisation
| Rolle        | Darsteller        | Synchronstimme  |
| ------------ | ----------------- | --------------- |
| Léon Labbé   | Michel Serrault   | Peter Fitz      |
| Kachoudas    | Charles Aznavour  | Harald Leipnitz |
| Madame Labbé | Monique Chaumette | Renate Danz     |
| Jeantet      | François Cluzet   | Wolfgang Ziffer |
| Pigeac       | Mario David       | Joachim Kerzel  |